# 徐汉棠
徐汉棠（1932年—），江苏宜兴人，紫砂壶名家，中国工艺美术大师。徐秀棠胞兄。

## 生平
徐汉棠出生于宜兴蜀山镇紫砂世家。1948年毕业于东坡中学初中部，后跟随父母学艺。1952年拜顾景舟为师，为顾氏门下首位弟子。1955年参加蜀山陶业生产合作社。1960年随顾氏进入新成立的宜兴紫砂研究所。1975年赴中央工艺美术学院陶瓷系进修。1985年调入宜兴紫砂工艺二厂，出任研究所所长、总工艺师。1997年被评为第四届中国工艺美术大师。2006年出版个人专著《徐汉棠紫砂艺术》。2007年荣获中国工艺美术终身成就奖，并获“中国民间文化杰出传承人”称号。

## 家庭
徐汉棠出生于紫砂世家，父亲徐祖纯、母亲邵赛宝、四弟徐秀棠、祖父徐锦森、外祖父邵云甫、三舅父邵茂章、小舅邵全章等皆以制陶为业。徐汉棠夫人王庭梅、长子徐达明、次子徐维明、女儿徐雪娟、女婿史志洪、长媳王秀芳等也都从事紫砂陶业。